# Oliver Siebeck
Oliver Siebeck (* 1. März 1961 in Wanne-Eickel) ist ein deutscher Synchronsprecher, Hörspielsprecher und Hörbuchsprecher.

## Wirken
Oliver Siebeck lieh in der Serie Prison Break 2007 bis 2009 dem von Paul Adelstein verkörperten Agent Paul Kellerman in der deutschen Fassung seine Stimme. Ferner war er von 2003 bis 2005 Synchronsprecher des von Greg Grunberg dargestellten Charakters Eric Weiss in Alias – Die Agentin. Seit 2004 hört man ihn als Stimme von Dr. Herb Melnick in der Serie Two and a Half Men. Außerdem lieh er ab Folge 36 für mehr als 200 Folgen in der Anime-Serie Dragonball Z und in den Dragonball Z-Filmen der Figur Vegeta seine Stimme. Auch in der Fortsetzung Dragon Ball GT, die 2006 synchronisiert wurde, lieh er dieser Figur seine Stimme. 2013 kommt er auch in der Kurzserie Pokémon Origins vor, in welcher er Giovanni synchronisiert. Im Film Zero Dark Thirty synchronisierte er Barack Obama, den er seither überwiegend in weiteren Spielfilmen spricht. Neben einer Vielzahl weiterer Synchronsprechrollen hat er auch diverse Hörbücher eingesprochen.

## Hörspiele (Auswahl)
- 2017: Mark Brandis Raumkadett: Der Fall Rublew (Mark Brandis: Weltraumpartisanen)
- 2017: Star Wars Rebels 14: Die Reise der Purrgils / Der Freiheitskämpfer (Das Original-Hörspiel zur TV-Serie), Walt Disney Records & BookBeat

## Hörbücher (Auszug)
- 2013: Ian Fleming: James Bond: Casino Royale, Lübbe Audio, ISBN 978-3-7857-4791-9
- 2013: Ian Fleming: James Bond: Leben und Sterben lassen, Lübbe-Audio, ISBN 978-3-7857-4792-6
- 2013: Ian Fleming: James Bond: Moonraker, Lübbe-Audio, ISBN 978-3-7857-4793-3
- 2014: Cay Rademacher: Mörderischer Mistral, Audible GmbH, Hörbuch Download, ungekürzt 8:24h
- 2014: Andrzej Sapkowski: Die Zeit der Verachtung, Audible GmbH, Hörbuch Download, 13:42h
- 2014: Andrzej Sapkowski: Feuertaufe, Audible GmbH, Hörbuch Download, 14:22h
- 2014: Andrzej Sapkowski: Der Schwalbenturm, Audible GmbH, Hörbuch Download, 18:19h
- 2014: Andrzej Sapkowski: Die Dame vom See, Audible GmbH, Hörbuch Download, 22:28h
- 2014: Andrzej Sapkowski: Das Erbe der Elfen, Audible GmbH, Hörbuch Download, 12:34h
- 2015: Elizabeth Little: Mördermädchen (gemeinsam mit Nora Tschirner), der Hörverlag, ISBN 978-3-8445-1934-1
- 2021: James A. Sullivan: Die Granden von Pandaros, Audible Studios
- 2018: Tom Hillenbrand: Crasher – Kurzgeschichte, Verlag: Lübbe Audio, 2018 Lübbe Audio
- 2019: Melvin Burgess: BILLY ELLIOT (gemeinsam mit Julian Greis), Argon Verlag, ISBN 978-3-7324-4967-5 (Hörbuch-Download)
- 2021: Ursula K. Le Guin: Das fernste Ufer (gemeinsam mit Luise Lunow, Hörbuch-Download), Hörbuch Hamburg
- 2021: James A. Sullivan: Das Erbe der Elfenmagierin (Die Chroniken von Beskadur 1), Audible Studios
- 2022: Michael J. Sullivan: Drachenwinter (The First Empire 5), Audible Studios
- 2022: Robert Low: Jenseits des Walls (Die Todgeweihten 1), der Hörverlag, ISBN 978-3-8445-4682-8 (Hörbuch-Download)
- 2023 (Audible): Ian Fleming: Dr. No (James Bond jagt Dr. No)
- 2024 (Audible): Ian Fleming: Der Mann mit dem goldenen Colt (James-Bond-Roman)
- 2025: Zoraida Córdova: Star Wars: Die Hohe Republik - Die Verschwörung, Random House Audio, ISBN 978-3-8371-6905-8 (Hörbuch-Download, Die Hohe Republik – Phase 2, Titel 1)

## Synchronrollen (Auswahl)
für Ray Stevenson
- 2011: Thor als Volstagg
- 2013: G.I. Joe – Die Abrechnung als Firefly
- 2013: Thor – The Dark Kingdom als Volstagg
- 2014: Die Bestimmung – Divergent als Marcus Eaton
- 2015: Big Game – Die Jagd beginnt! als Morris
- 2015: Die Bestimmung – Insurgent als Marcus Eaton
- 2015: The Transporter Refueled als Frank Martin Sr.
- 2015: Die Bestimmung – Insurgent als Marcus Eaton
- 2017: Thor: Tag der Entscheidung als Volstagg

für Mark Strong
- 2008: Babylon A.D. als Finn
- 2011: Dame, König, As, Spion als Jim Prideaux
- 2014: Ich. Darf. Nicht. Schlafen. als Dr. Mike Nasch
- 2014: Kingsman: The Secret Service als Merlin
- 2016: Operation Mars als William D. Stanaforth
- 2016: Der Spion und sein Bruder als Sebastian Graves
- 2017: Kingsman: The Golden Circle als Merlin
- 2020: 1917 als Captain Smith

für Barack Obama
- 2012: Killing Them Softly als Präsident Barack Obama
- 2012: Zero Dark Thirty als Präsident Barack Obama
- 2012: House of Lies (Fernsehserie, 1 Folge) als Präsident Barack Obama
- 2013: Oldboy als Präsident Barack Obama
- 2016: Boston als Präsident Barack Obama
- 2017: What Happened to Monday? als Präsident Barack Obama
- 2020: Becoming – Meine Geschichte als Barack Obama

für Titus Welliver
- 2007: Navy CIS (Fernsehserie) als Navy Captain Roger Walsh
- 2009–2010: Lost (Fernsehserie) als Mann in Schwarz
- 2012: Touch (Fernsehserie) als Randall Meade

für François Cluzet
- 2010: Kleine wahre Lügen als Max Cantara
- 2013: Zwischen den Wellen als Yann Kermadec
- 2014: Der Retter als Philippe Miller / Paul

für Chad L. Coleman
- 1994–1996: New York Undercover (Fernsehserie) als Kevin Gray
- 2005: Numbers – Die Logik des Verbrechens (Fernsehserie) als Vincent Williams

für Ryan Stiles
- 2004–2015: Two and a Half Men (Fernsehserie) als Dr. Herb Melnick
- 2012: Are You There, Chelsea? (Fernsehserie) als Jerry

für Scott Patterson
- 2008: Saw IV als Agent Strahm
- 2009: Saw V als Agent Strahm

für JR Bourne
- 2009: Fringe – Grenzfälle des FBI (Fernsehserie) als CIA Agent Edwards
- 2012: Revenge (Fernsehserie) als Kenny Ryan

für Adam Godley
- 2009: Merlin – Die neuen Abenteuer (Fernsehserie) als Jonas
- 2015: Powers (Fernsehserie) als Captain Cross

für Andy Buckley
- 2010: So spielt das Leben als George Dunn
- 2013: Taffe Mädels als Robin

für Aidan Quinn
- 2011–2012: Prime Suspect (Fernsehserie) als Lieutenant Kevin Sweeney
- 2012–2019: Elementary (Fernsehserie) als Captain Thomas „Tommy“ Gregson

für Jeffrey Wright
- 2013–2014: Boardwalk Empire (Fernsehserie) als Valentin Narcisse
- 2016–2022: Westworld (Fernsehserie) als Bernard Lowe / Arnold Weber

für Frank Grillo
- 2014: The Purge: Anarchy als Sergeant
- 2016: The Purge: Election Year als Leo Barnes

für Steve Blum
- 2014–2018: Star Wars Rebels (Fernsehserie) als Zeb Orrelios
- 2023: The Mandalorian (Fernsehserie) als Zeb Orrelios

für Neil Sandilands
- 2018–2019: The Flash (Fernsehserie) als Clifford DeVoe / The Thinker
- 2021: Neues aus der Welt als Wilhelm Leonberger

für J. B. Smoove
- 2019: Spider-Man: Far From Home als Mr. Dell
- 2021: Spider-Man: No Way Home als Mr. Dell

für Waleed Zuaiter
- 2018: Der ägyptische Spion, der Israel rettete (The Angel) als Gamal Abdel Nasser

### Filme
- 1998: Verrückt nach Mary als Barkeeper (Zen Gesner)
- 2001: Moulin Rouge als Chocolat (Deobia Oparei)
- 2004: Melinda und Melinda als Ellis Moonsong (Chiwetel Ejiofor)
- 2005: Paradise Now als Abu–Karem (Ashraf Barhom)
- 2005: Brokeback Mountain als Ansager (Duval Lang)
- 2006: Poseidon als Captain Bradford (Andre Braugher)
- 2006: Slither – Voll auf den Schleim gegangen als Dwight (Dee Jay Jackson)
- 2007: Lieben und lassen als Co–Worker (Yorgo Constantine)
- 2007: Das Beste kommt zum Schluss als Roger Chambers (Alfonso Freeman)
- 2008: Happy-Go-Lucky als Ezra (Nonso Anozie)
- 2008: Book of Blood als Janies Vater (Marcus Macleod)
- 2009: Powder Blue als Dr. Brooks (Navid Negahban)
- 2009: Black Dynamite als Black Dynamite (Michael Jai White)
- 2010: Outside the Law als Messaoud (Roschdy Zem)
- 2012: The Broken Circle als Didier Bontinck (Johan Heldenbergh)
- 2012: Lockout als Alex (Vincent Regan)
- 2013: Warm Bodies als M. (Rob Corddry)
- 2013: Night Moves als Harmon (Peter Sarsgaard)
- 2013: Fast & Furious 6 als Oakes (Matthew Stirling)
- 2014: Die Abenteuer von Mr. Peabody & Sherman als Mr. Peabody (Ty Burrell)
- 2014: Wild Tales – Jeder dreht mal durch! als Simon Fisher (Ricardo Darín)
- 2014: Jimmy’s Hall als Dezzie (Martin Lucey)
- 2014: Liebe im Gepäck als Quinton (Djimon Hounsou)
- 2015: Birdman oder (Die unverhoffte Macht der Ahnungslosigkeit) als Gabriel (Damian Young)
- 2015: Dragon Ball Z: Resurrection ‚F‘ als Vegeta (Ryo Horikawa)
- 2015: Forsaken als Gentleman Dave Turner (Michael Wincott)
- 2016: Mittwoch 04:45 als Alexandros (Yiorgos Gallos)
- 2016: Findet Dorie als Charlie (Eugene Levy)
- 2019: Ad Astra – Zu den Sternen als Willie Levant (Sean Blakemore)
- 2019: Angry Birds 2 – Der Film als Alex (Lil Rel Howery)
- 2020: The Grudge als Goodman (Demián Bichir)
- 2022: Black Panther: Wakanda Forever als River Tribe Elder (Isaac de Bankolé)
- 2024:  Planet der Affen: New Kingdom als Koro (Neil Sandilands)
- 2024: MaXXXine als Teddy Night (Giancarlo Esposito)

### Serien
- 2001–2006: Alias – Die Agentin als Agent Eric Weiss (Greg Grunberg)
- 2002–2009: Monk als Paul Crawford (Tim Conlon, Episode: Mr. Monk und das Letzte, was Trudy sah)
- 2004–2007, 2010–2011: Desperate Housewives als Paul Young (Mark Moses)
- 2004–2012: Hustle – Unehrlich währt am längsten als Eddie (Rob Jarvis)
- 2005: Over There – Kommando Irak als Captain Baron (Adam Storke)
- 2006: Boston Legal als A.D.A. Otto Beedle (Patrick Breen)
- 2006–2008, 2010: Eureka – Die geheime Stadt als Nathan Stark (Ed Quinn)
- 2007: American Dad als Brett Morris (Jay Thomas)
- 2007: Numbers – Die Logik des Verbrechens als Lieutenant Steve Davidson (Lance Reddick)
- 2007–2009/2017: Prison Break als Agent Paul Kellerman (Paul Adelstein)
- 2008: Gordon Ramsay: Chef ohne Gnade als Gordon Ramsay in (Gordon Ramsay)
- 2008: Criminal Minds als Lt. Evans (Mark Pellegrino)
- 2008–2013: True Blood als Terry Bellefleur (Todd Lowe)
- 2008–2009, 2013: Dexter als Sgt. James Doakes (Erik King)
- 2013–2014: Reign als König Henry II (Alan van Sprang)
- 2013–2014: Downton Abbey als Anthony Gillingham in (Tom Cullen)
- 2013–2014: Grey’s Anatomy als Dr. Jeff Russell (Dominic Hoffman)
- 2013–2015: Hemlock Grove als Norman Godfrey (Dougray Scott)
- 2014: Sherlock als Charles Augustus Magnussen (Lars Mikkelsen)
- 2015: The Last Kingdom als König Edmund (Jason Flemyng)
- 2015–2016, 2018–2019, 2021: Ninjago als Ronin (Brian Dobson)
- 2015–2017: Bloodline als Danny Rayburn (Ben Mendelsohn)
- 2015–2017: Halt and Catch Fire als John Bosworth (Toby Huss)
- 2016: Bordertown als Kari Sorjonen (Ville Virtanen)
- 2017–2019: Preacher als Herr Starr (Pip Torrens)
- 2017–2021: Castlevania als Trevor Belmont (Richard Armitage)
- 2018–2022: Better Call Saul als Gustavo „Gus“ Fring (Giancarlo Esposito)
- 2019: Chernobyl als Andrei Stepaschin (Michael McElhatton)
- 2021: What If…? als Volstagg (Fred Tatasciore)
- 2023: Star Trek: Picard als Captain Liam Shaw (Todd Stashwick)
- 2023: Navy CIS als Raymond Frank (Scott Lawrence)